# Villafranca del Cid
Villafranca del Cid (spanisch) oder Vilafranca (valencianisch) (beide Namen sind offiziell) ist eine Gemeinde (municipio) im Norden der Provinz Castelló in der Valencianischen Gemeinschaft in Spanien. Sie ist Teil der Comarca Els Ports und hat 2.139 Einwohnern (Stand: 2024).

## Geografie
Villafranca del Cid liegt etwa 55 Kilometer nordnordwestlich von Castellón de la Plana in einer Höhe von ca. 1125 m. Im Gemeindegebiet liegt der Arriello mit 1316 m.

## Bevölkerungsentwicklung
| Jahr      | 1970 | 1981 | 1991 | 2001 | 2011 | 2021 |
| Einwohner | 3481 | 2923 | 2748 | 2580 | 2527 | 2201 |

## Sehenswürdigkeiten

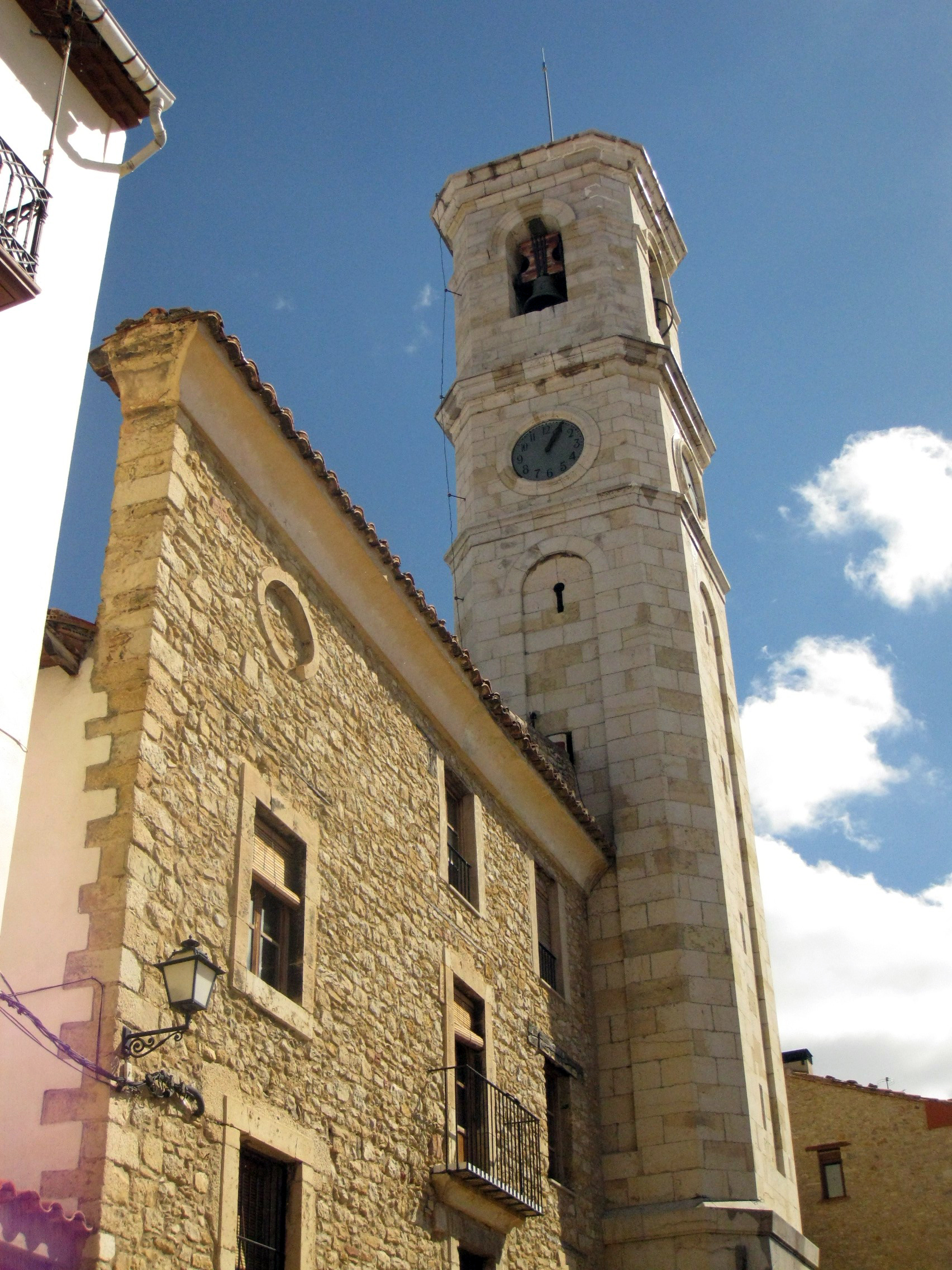
Magdalenenkirche
- Marienkapelle
- Barbarakapelle
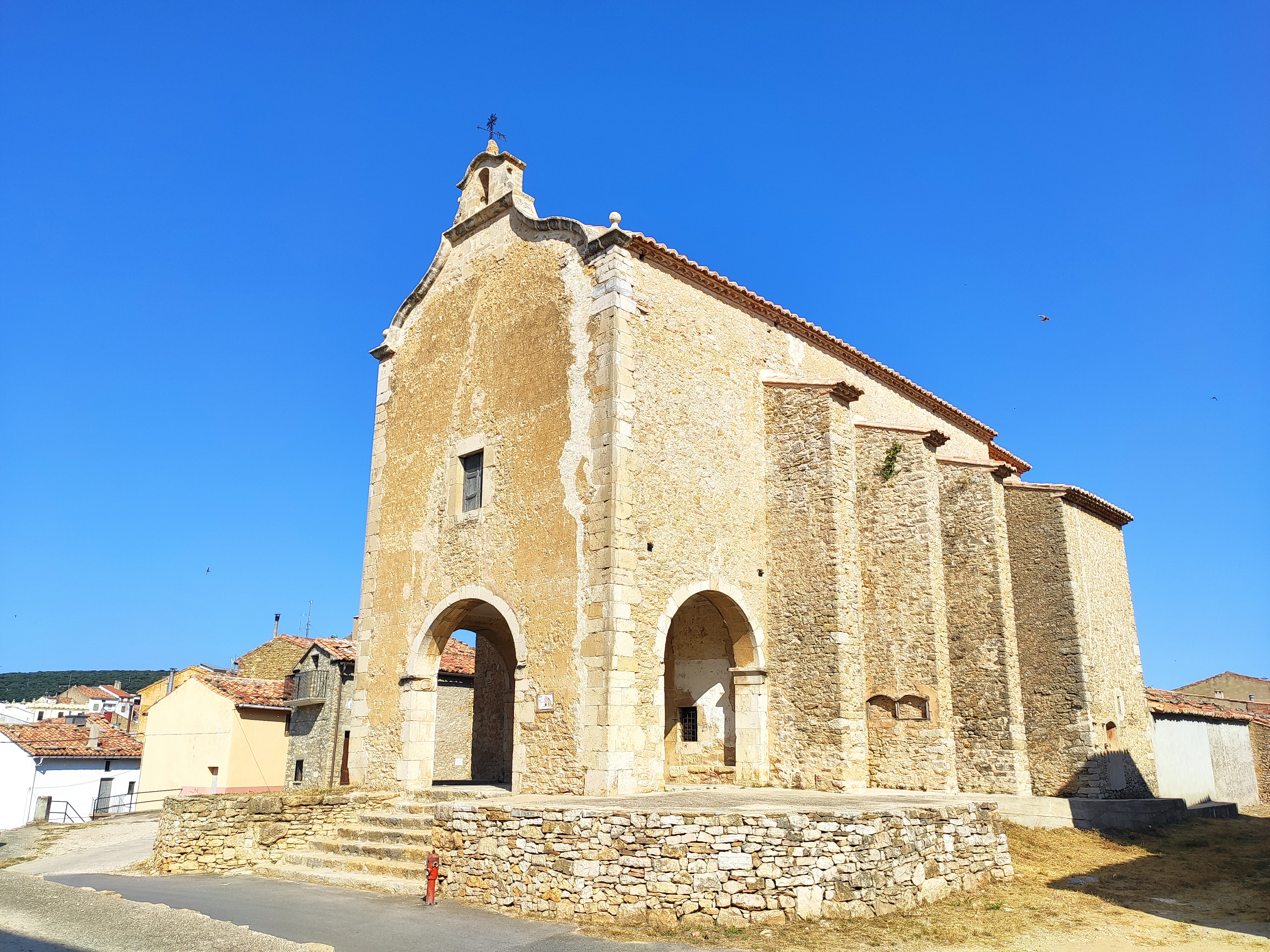
Rochuskapelle
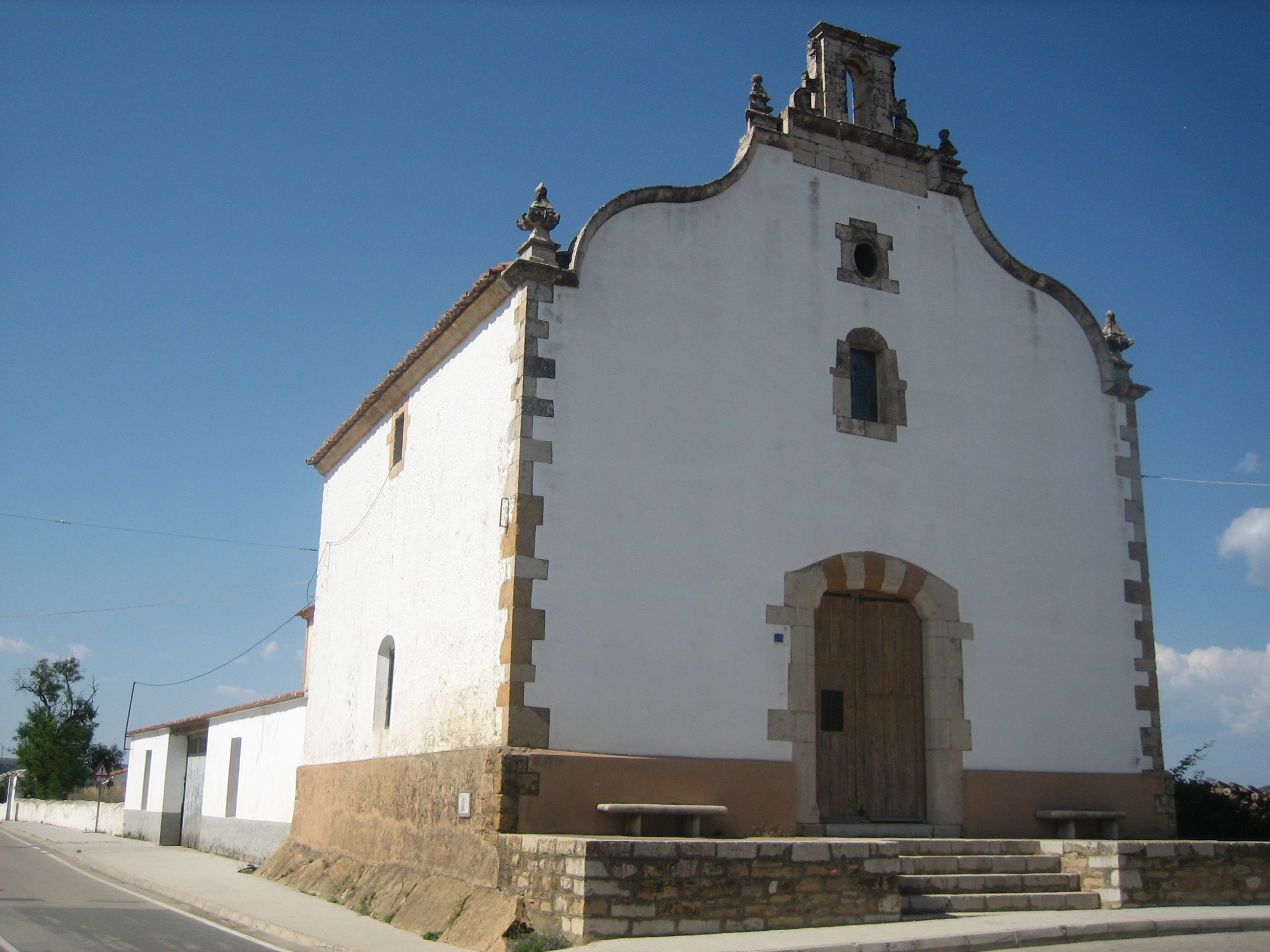
Barbarakapelle
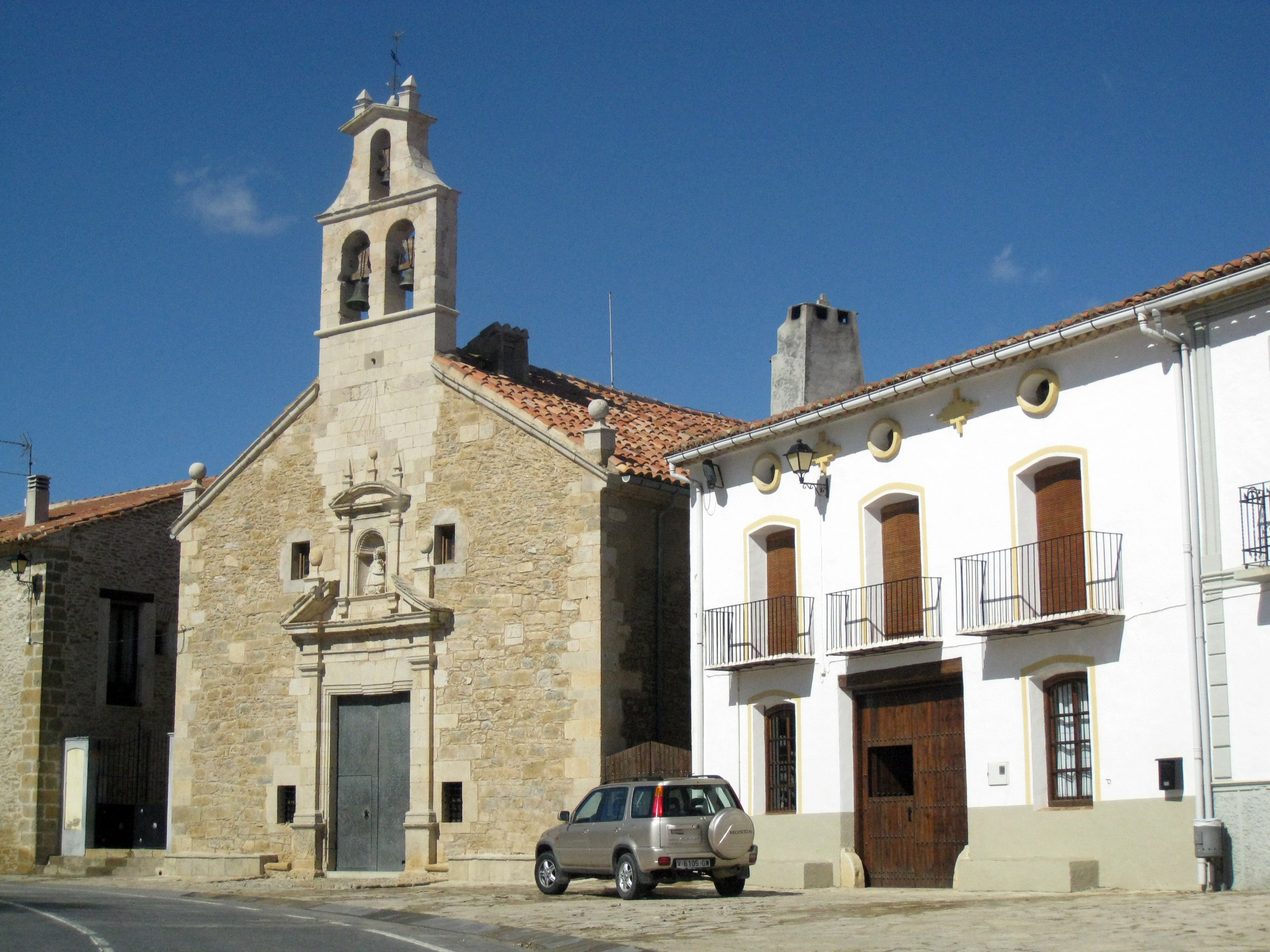
Marienkapelle
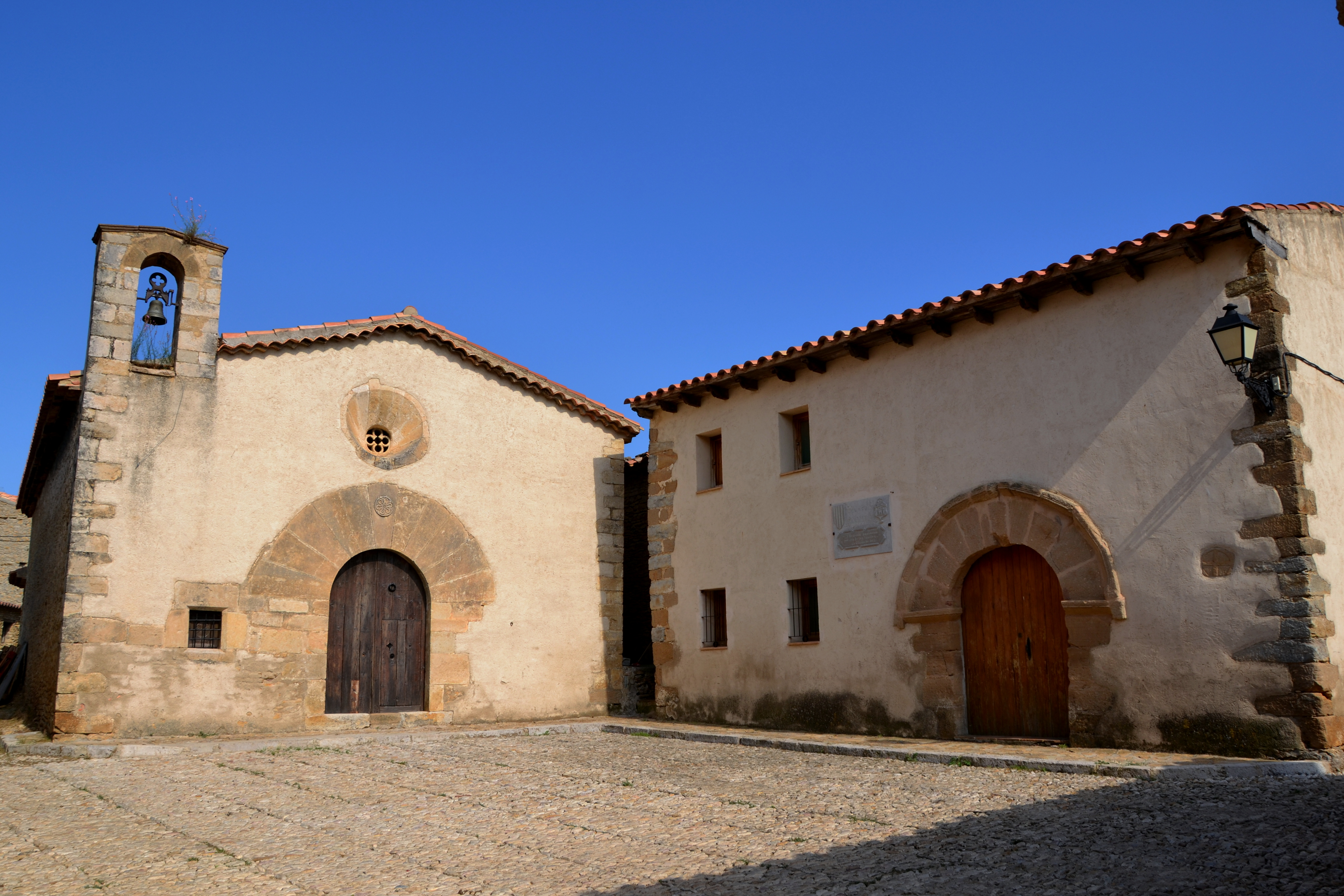
Michaeliskapelle
- Kalvarienkapelle
- Rathaus

- Magdalenenkirche
- Rochuskapelle
- Barbarakapelle
- Marienkapelle
- Michaeliskapelle